# Ludwig Röger
Ludwig Röger (* 1917 in Nürnberg; † 7. November 1949 in Hamburg, Deutschland) war ein deutscher Kabarettist, Sänger und Filmschauspieler.

## Leben und Wirken
Der Ende 1917 in Nürnberg geborene Röger hatte eine Hotelfachausbildung erhalten, ehe er sich für einen Wechsel zu einem künstlerischen Beruf entschied. Kurz nach Ende des Zweiten Weltkriegs trat er auf die Bühne und feierte einen großen Erfolg als Giesecke in der beliebten Operette Im weißen Rößl. Röger ließ sich in Hamburg nieder und wurde rasch ein beliebter Kabarettist, der auch als Sänger auftrat.
In seinen letzten beiden Lebensjahren sah man den sehr korpulenten Mimen – Der Spiegel sprach in seinem Nachruf von einem Gewicht von fast drei Zentnern – auch mit kleinen Rollen in einer Reihe von in der Hansestadt produzierten Kinofilmen. Seine erste tragende Rolle erhielt Röger im Herbst 1949 in dem Kriminalfilmlustspiel Gefährliche Gäste. Hier spielte er den Kleingauner Tango-Poldi. Von schweren gesundheitlichen Problemen geplagt, starb Röger zwei Tage nach Drehende und kurz vor seinem 32. Geburtstag an doppelseitiger Mandelentzündung und Herzschlag.

## Filmografie (komplett)
- 1947: Arche Nora
- 1948: Diese Nacht vergess ich nie!
- 1948: Die letzte Nacht
- 1949: Hafenmelodie
- 1949: Die Freunde meiner Frau
- 1949: Gefährliche Gäste